# Tetraneura radicicola
Tetraneura radicicola är en insektsart. Tetraneura radicicola ingår i släktet Tetraneura och familjen långrörsbladlöss. Inga underarter finns listade i Catalogue of Life.